# 四岭水库
四岭水库是中国浙江省杭州市余杭区境内的一座水库，位于东苕溪支流北苕溪上，建于1962年。水库正常库容为1219万立方米，集雨面积为72平方千米，海拔为60.5米。